# S.O.S. (singel Indili)
S.O.S – singel francuskiej piosenkarki Indili z albumu Mini World. Singel został wydany 19 maja 2014.

## Nagrywanie
Piosenka powstała w 2014 roku. Kompozytorem muzyki do utworu został Pascal „Skalpovich” Koeu, który wyprodukował singiel, natomiast słowa napisała sama Indila.

## Teledysk
Teledysk do utworu został opublikowany 27 czerwca 2014 roku na YouTube.
W wywiadzie dla portalu JazzSoul.pl piosenkarka stwierdziła o teledysku do tej piosenki: „klip został zachowany w purytańskim stylu. Chciałam, by było w nim widać naturę oraz jej ogrom, ponieważ kiedy krzyczymy “S.O.S.”, czyli wzywamy na pomoc, czujemy się samotni w ogromie nicości.”.